# Pșenîcine, Vasîlkiv
Pșenîcine (în ucraineană Пшеничне) este o comună în raionul Vasîlkiv, regiunea Kiev, Ucraina, formată numai din satul de reședință.

## Demografie
Componența lingvistică a comunei Pșenîcine
     Ucraineană (97,14%)
     Rusă (2,54%)
Conform recensământului din 2001, majoritatea populației comunei Pșenîcine era vorbitoare de ucraineană (97,14%), existând în minoritate și vorbitori de rusă (2,54%).